# Печёночная липаза
Печёночная липаза (печёночная триглицеридная липаза, триглицеридная липаза; КФ 3.1.1.3) — один из ферментов липидного метаболизма. Эта липаза по ферментативному действию похожа на панкреатическую липазу. Однако, в отличие от панкреатической липазы, печёночная липаза синтезируется в печени и секретируется в кровь. Печёночная липаза после секреции связывается со стенкой сосуда (почти исключительно в печени) и расщепляет липиды липопротеинов.
Печёночная липаза работает в кровотоке в тандеме с липопротеинлипазой. Липопротеинлипаза расщепляет липопротеины, богатые триглицеридами (липопротеины очень низкой плотности и хиломикроны), до их ремнантов. Ремнанты липопротеинов являются в свою очередь субстратом для печёночной липазы. Таким образом, в результате действия печёночной липазы образуются атерогенные липопротеины низкой плотности, которые поглощаются печенью посредством рецепторного эндоцитоза.